# Lista de faróis das Filipinas

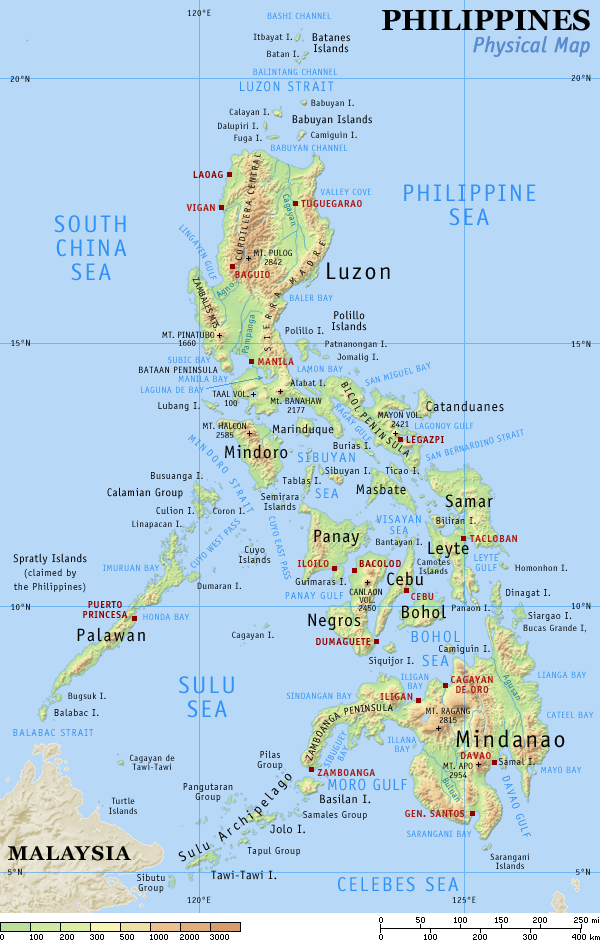
O Arquipélago das Filipinas

Com o Arquipélago das Filipinas compreendendo mais de 7.100 ilhas situadas em uma área de 300,000 km2 (120,000 sq mi), o país tem a quinta maior linha costeira do mundo. A costa das Filipinas tem um comprimento total de 36,289 km (22,549 mi) e é muito irregular, com numerosas baías, golfos e ilhotas.
Onze das maiores ilhas do arquipélago são as ilhas principais e os principais centros populacionais, com dez das suas cidades mais populosas localizadas ao longo da costa. Aproximadamente 1.000 das ilhas menores também são povoadas. Com mais de 9,300 km (5,000 nmi) de rotas costeiras e canais tortuosos regularmente navegados por navios que negociam entre cerca de 300 portos separados, os auxílios à navegação como faróis ajudam os marinheiros contra a navegação incorreta e os orientam para a segurança e fora do perigo de encalhe em seus recifes e baixios traiçoeiros.
Os grandes navios internacionais contam com faróis para guiá-los com segurança para fora do mar aberto e para as águas filipinas. Uma vez nas águas filipinas, os faróis os ajudam a manobrar por seus estreitos e canais, apontando passagens seguras e conduzindo os navios aos portos de destino. Apesar do avanço da tecnologia e do uso de dispositivos de posicionamento guiados por satélite, os marinheiros ainda contam com essas estações de luz como confirmações visuais de suas leituras eletrónicas.
Enquanto arquipélago, o futuro e o progresso das ilhas dependeram e sempre dependerão das viagens marítimas. Mesmo com o advento da aviação, as rotas aquáticas continuam sendo as principais rodovias de viagens e comércio, com os faróis das Filipinas guiando com segurança as embarcações que fazem suas rotas.

## Lista de faróis das Filipinas
A seguir está uma lista de faróis históricos e notáveis construídos nas Filipinas.
| Farol                              | Local                  | Província/Cidade  | Data Primeira Luz | Altura torre em metros | Plano de foco metros | Status atual | Condição atual/ Descrição |
| ---------------------------------- | ---------------------- | ----------------- | ----------------- | ---------------------- | -------------------- | ------------ | --- |
| Apo Reef (1)                       | Sablayan               | Ocidental Mindoro | 1906              | 36.0 m                 | 40.8 m               | Nonextant    | Substituido com uma torre moderna em branco. |
| Apo Reef (2)                       | Sablayan               | Ocidental Mindoro | 1990s             | 33.5 m                 | 35.0 m               | Activo       | Bom |
| Apunan Point                       | Romblon                | Romblon           | 1930              | 19 m                   | 30 m                 | Activo       | Bom |
| Bagacay Point (1)                  | Liloan                 | Cebu              | 1874              | 6.4 m                  | 14 m                 | Em ruinas    | Em parte em ruínas, mas é a mais antiga torre de farol existente nas Filipinas.                                                                                         |
| Bagacay Point (2)                  | Liloan                 | Cebu              | 1905              | 21.9 m                 | 44.5 m               | Activo       | A casa original da lâmpada e da lanterna foi recentemente substituída.                                                                                                  |
| Ilha Bagatao                       | Magallanes             | Sorsogon          | 1904              | 8.8 m                  | 41.1 m               | Activo       | A lâmpada original foi substituída por uma lâmpada moderna movida a energia solar.                                                                                      |
| Farol Ilha Baliguian               | Baliguian Island       | Iloilo            | 1916              | 8.8 m                  | 41.1 m               | Activo       | Desconhecido, como Baliguian foi fortemente danificado pelo tufão Haiyan.                                                                                               |
| Basco                              | Naidi Hills, Basco     | Batanes           | 2003              | 20.1 m                 | n/a                  | Activo       | Bom |
| Ilha Batag                         | Laoang                 | Samar do Norte    | 1907              | 30.8 m                 | 95.4 m               | Em ruinas    | Torre branca de 20 m (66 ft) altura foi erigida perto da antiga. A lanterna e luz da torre antiga desapareceu.                                                          |
| Bugui Point                        | Aroroy                 | Masbate           | 1902              | 14.9 m                 | 66.4 m               | Inactivo     | Uma moderna torre branca foi erguida perto da antiga. A velha torre e a casa do guardião estão em más condições.                                                        |
| Ilha Caballo                       | Ilha Caballo           | Cavite            | 1853              | 3.4 m                  | 29.3 m               | Desconhecido | A estação de luz provavelmente foi destruída durante a Segunda Guerra Mundial.                                                                                          |
| Ilha Cabra                         | Lubang                 | Ocidental Mindoro | 1889              | 20.4 m                 | 65.8 m               | Inactivo     | Uma moderna torre branca foi erguida perto da antiga torre e a casa do guardião estão em más condições.                                                                 |
| Cabo Bojeador                      | Burgos                 | Ilocos Norte      | 1892              | 20.1 m                 | 117.7 m              | Activo       | A lâmpada original foi substituída depois que foi danificada pelo terremoto de 1990.                                                                                    |
| Cabo Bolinao                       | Bolinao                | Pangasinan        | 1906              | 30.8 m                 | 89.6 m               | Activo       | A lâmpada original e a sala das lanternas foram substituídas. |
| Cabo Engaño                        | Ilha Palaui, Santa Ana | Cagayan           | 1892              | 14.3 m                 | 96.3 m               | Activo       | Falta a sala original das lanternas e os edifícios estão em ruínas. |
| Cabo Melville                      | Ilha Balabac           | Palawan           | 1892              | 27.4 m                 | 90.5 m               | Activo       | A torre ainda mantém suas lentes e mecanismos originais de primeira ordem.                                                                                              |
| Cabo Santiago                      | Calatagan              | Batangas          | 1890              | 15.5 m                 | 27.1 m               | Activo       | A lâmpada original e a sala das lanternas foram substituídas. |
| Ilha Capitancillo                  | Bogo City              | Cebu              | 1905              | 25.3 m                 | 29.9 m               | Substituido  | A Torre antiga foi substituída por uma nova torre branca e as moradias estão em ruínas.                                                                                 |
| Ilha Capones                       | San Antonio            | Zambales          | 1890              | 19.8 m                 | 70.1 m               | Activo       | A lâmpada original e a sala das lanternas foram substituídas. A torre está em bom estado, a casa do faroleiro está a deteriorar-se.                                     |
| Ilha Capul                         | Capul                  | Samar do Norte    | 1896              | 11.9 m                 | 43.3 m               | Activo       | A torre foi recentemente renovada e a lâmpada e lanterna originais foram substituídos.                                                                                  |
| Ilha Corregidor (1)                | Corregidor             | Cavite            | 1853              | 12.8 m                 | 192.0 m              | Substituido  | Danificada pelos bombardeamentos da Segunda Guerra Mundial. |
| Ilha Corregidor (2)                | Corregidor             | Cavite            | 1950              | 14.6 m                 | 192.9 m              | Activo       | Bom |
| Ponto Gorda                        | San Agustin            | Romblon           | 1930              | 19 m                   | 65 m                 | Activo       | Bom |
| Ilha Jintotolo                     | Balud                  | Masbate           | 1903              | 15.5 m                 | 57.0 m               | Activo       | Apenas a torre está em boas condições, a luz original e lanterna foram substituídos.                                                                                    |
| Linao Point                        | Aparri                 | Cagayan           | 1896              | 9.1 m                  | 11.3 m               | Em ruínas    | A estação foi destruída durante uma tempestade, e algumas das ruínas permanecem na praia.                                                                               |
| Lusaran Point Farol de Guisi Point | Nueva Valencia         | Guimaras          | 1894              | 11.6 m                 | 33.8 m               | Substituido  | A lâmpada original e lanterna desapareceu, a torre de ferro é tudo ferrugem e os edifícios circundantes em ruínas.                                                      |
| Malabrigo Point                    | Lobo                   | Batangas          | 1896              | 17.1 m                 | 56.1 m               | Activo       | A lâmpada original e lanterna foram substituidas |
| Ilha Maniguin                      | Culasi                 | Antique           | 1906              | 29.6 m                 | 58.2 m               | Inactive     | Substituido com uma torre branca próxima; data não está disponível. |
| Farol do Rio Pasig (en) (1)        | Binondo                | Manila            | 1846              | 14.9 m                 | 15.8 m               | Demolido     | Demolido e substituído em 1992. |
| Farol Poro Point                   | San Fernando City      | La Union          | 1885              | 23.7 m                 | 32.6 m               | Activo       | O toure de aço original de 20 metros foi substituído por uma torre de concreto de 76 pés em 1979. A casa do Faroleio construída durante a era americana está em ruínas. |
| Ilha San Bernardino                | Bulusan                | Sorsogon          | 1896              | 11.9 m                 | 41.5 m               | Activo       | A lâmpada e lanterna originais foram substituídos e quando a torre foi renovada. Outros edifícios estão em mau estado.                                                  |
| Farol Banco San Nicholas           | Rosario                | Cavite            | 1879              | 9.1 m                  | 9.1 m                | Substituido  | Destruido por um tufão em 1881 |
| Ilha Sibago                        | Tuburan                | Basilan           | 1915              | 22.9 m                 | 214.9 m              | Activo       | Torre metálica galvanizada. Deactivada em 31 de outubro de 2001 |
| Siete Pecados                      | Buenavista             | Guimaras          | 1884              | 6.4 m                  | 27.1 m               | Activo       | Uma nova torre foi erguida ao lado da antiga. A estrutura Original ainda é mantida.                                                                                     |
| Ilha Tanguingui                    | Bantayan               | Cebu              | 1903              | 34.4 m                 | 39.0 m               | Substituido  | A torre de aço preto original foi substituída por uma nova torre branca. As habitações estão em ruínas.                                                                 |

## Galeria

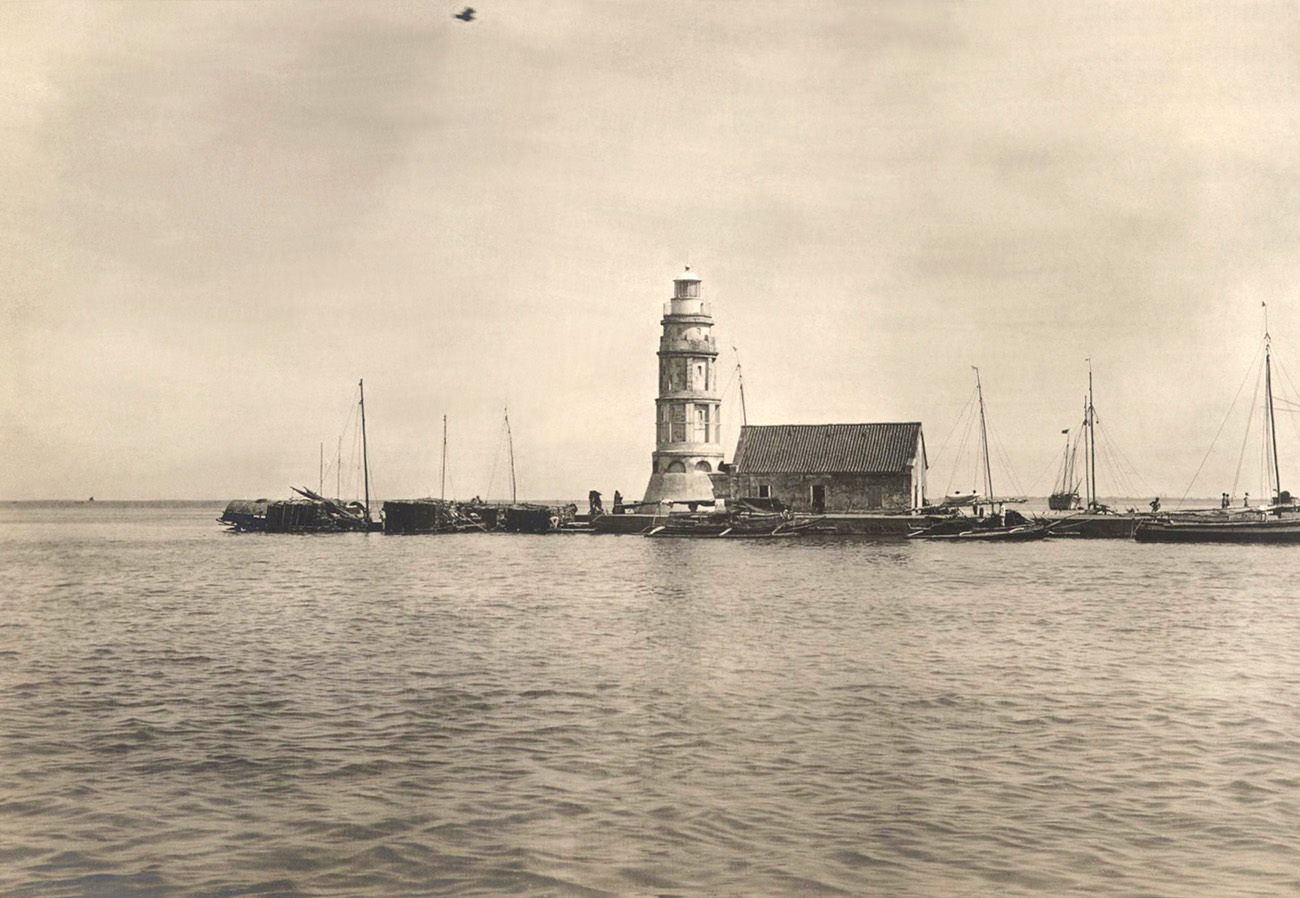
Farol do Rio Pasig (en), 1846
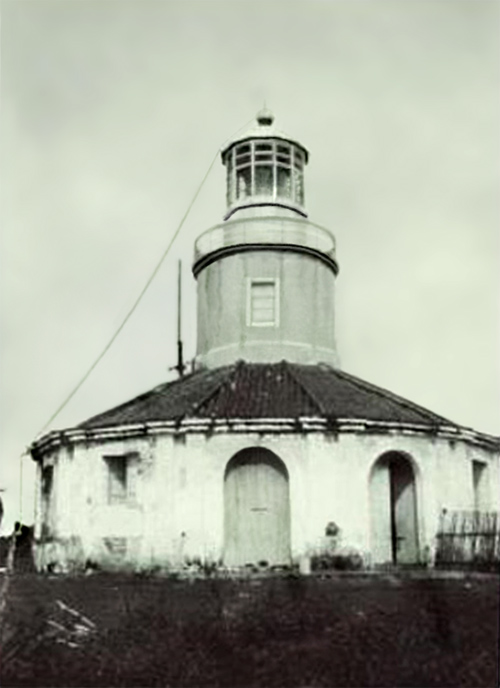
Farol da Ilha Corregidor, 1853
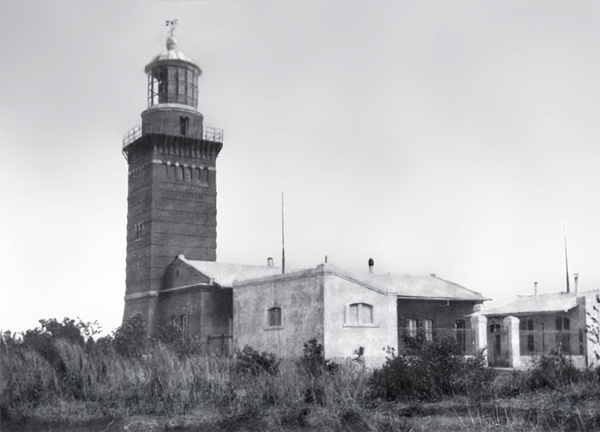
Farol da Ilha de Cabra, 1889
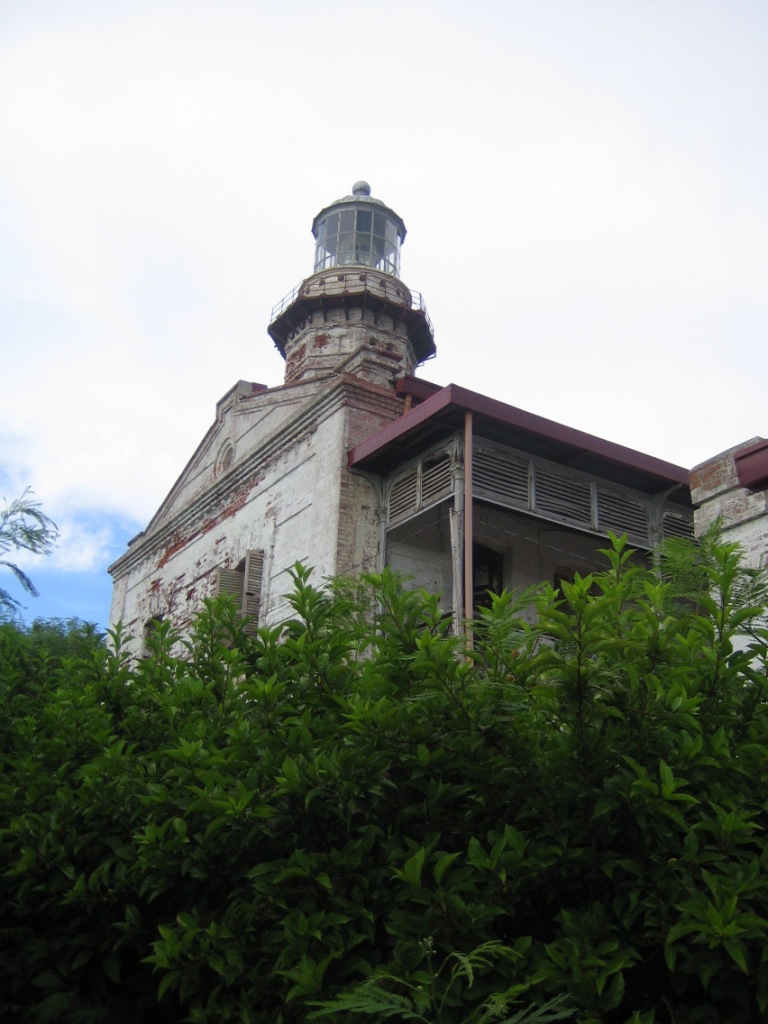
Farol do Cabo Bojeador, 1892
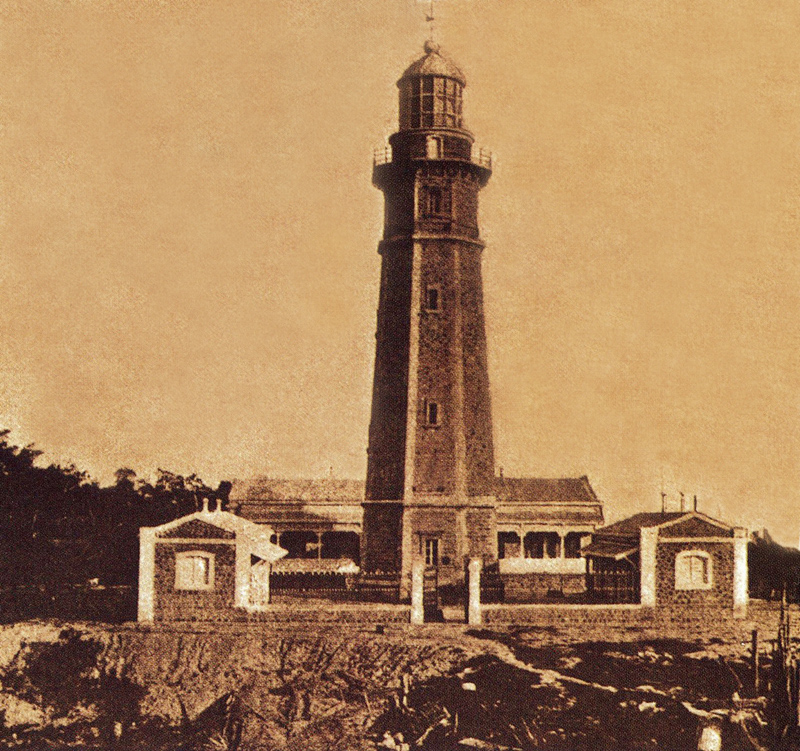
Farol do Cabo Melville, 1892
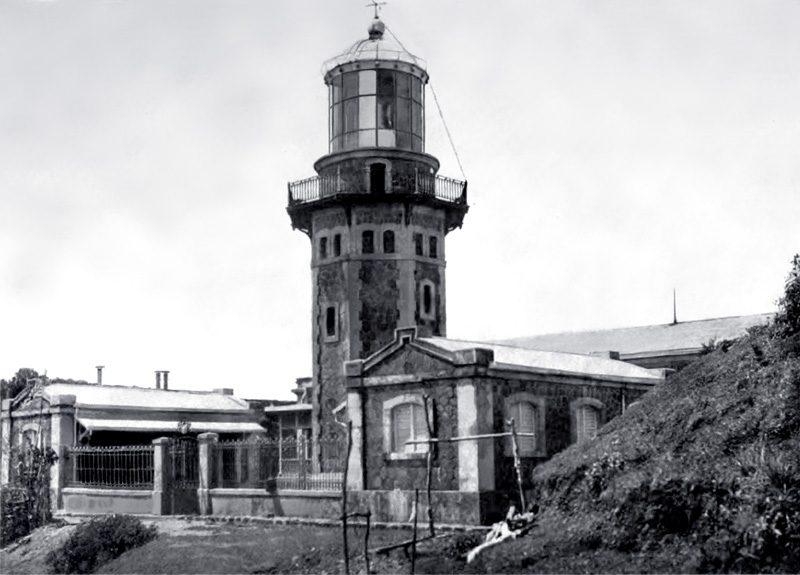
Farol do Cabo Engaño, 1893
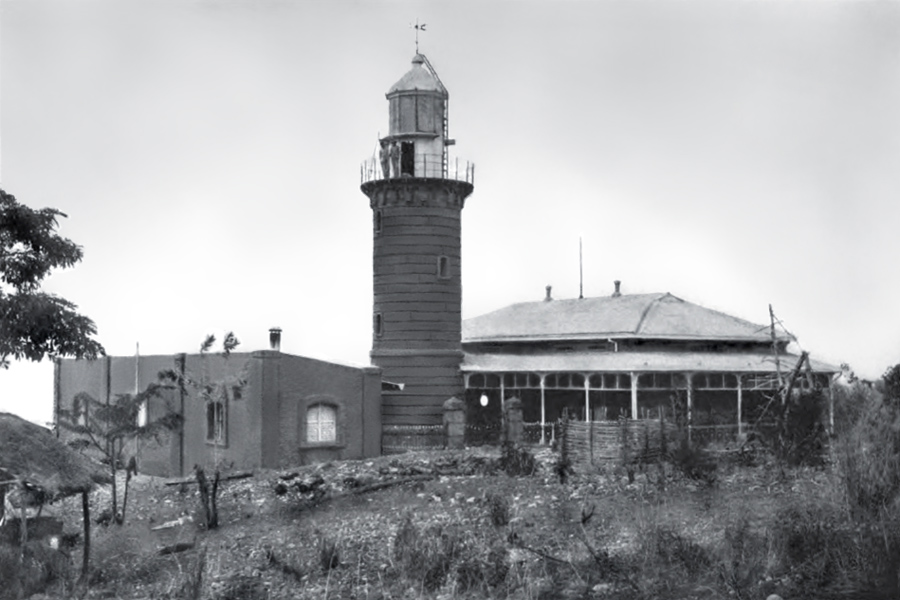
Farol de Malabrigo Point, 1895
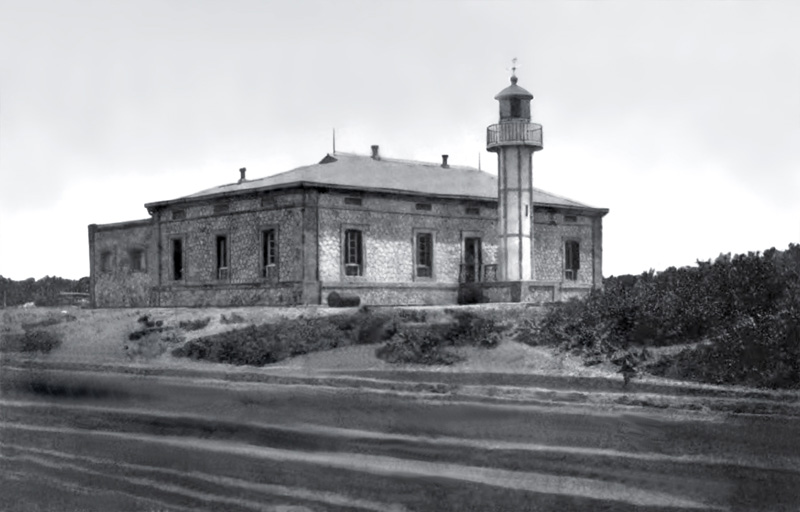
Farol de Linao Point, 1896
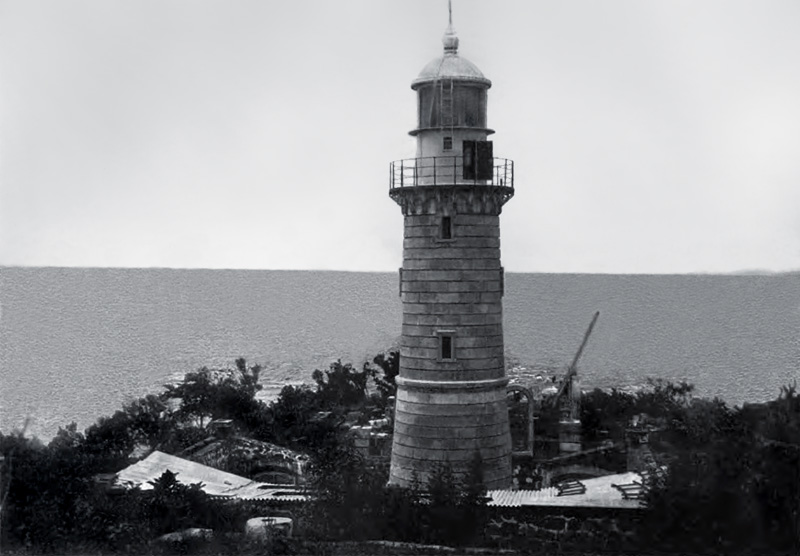
Farol da Ilha Capul, 1896
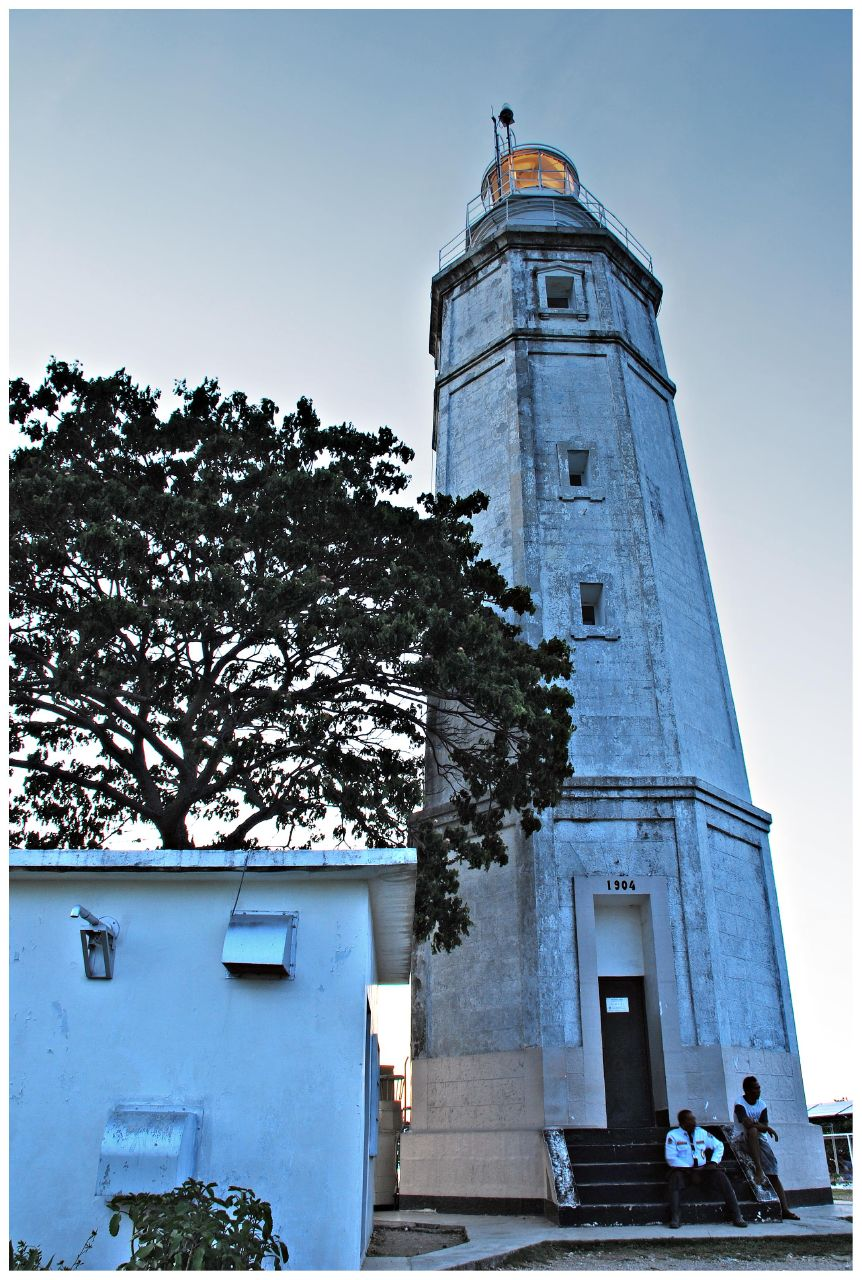
Farol de Bagacay Point, 1905
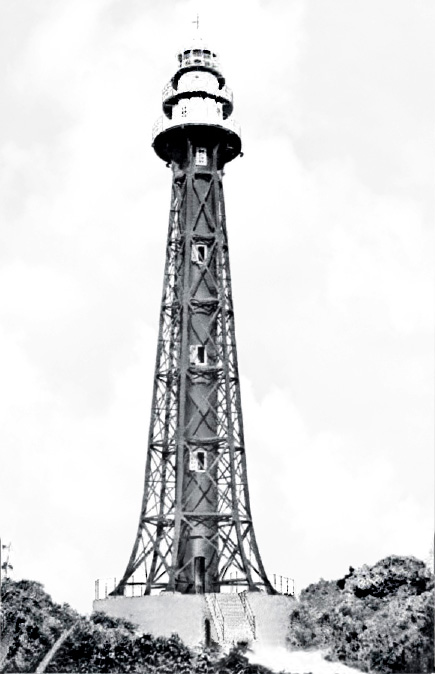
Farol Reef Apo, 1906
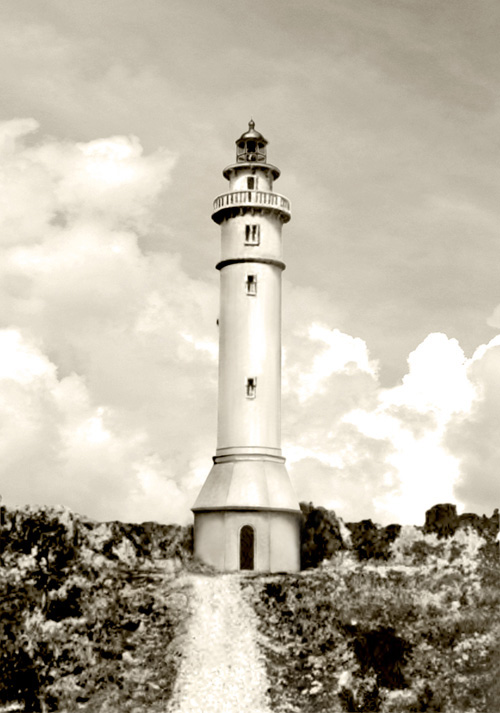
Farol da Ilha Maniguin, 1906
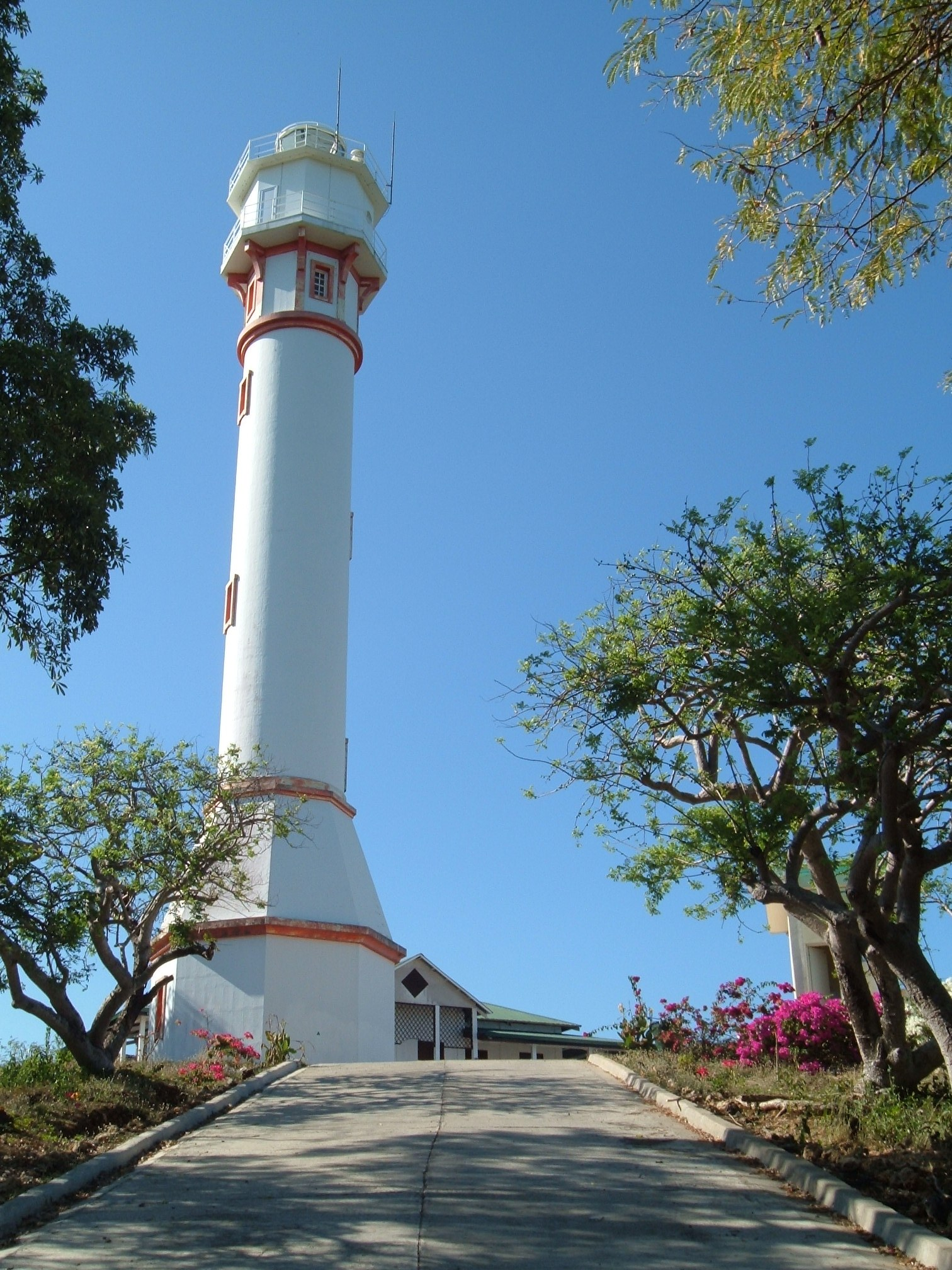
Farol do Cabo Bolinao, 1906
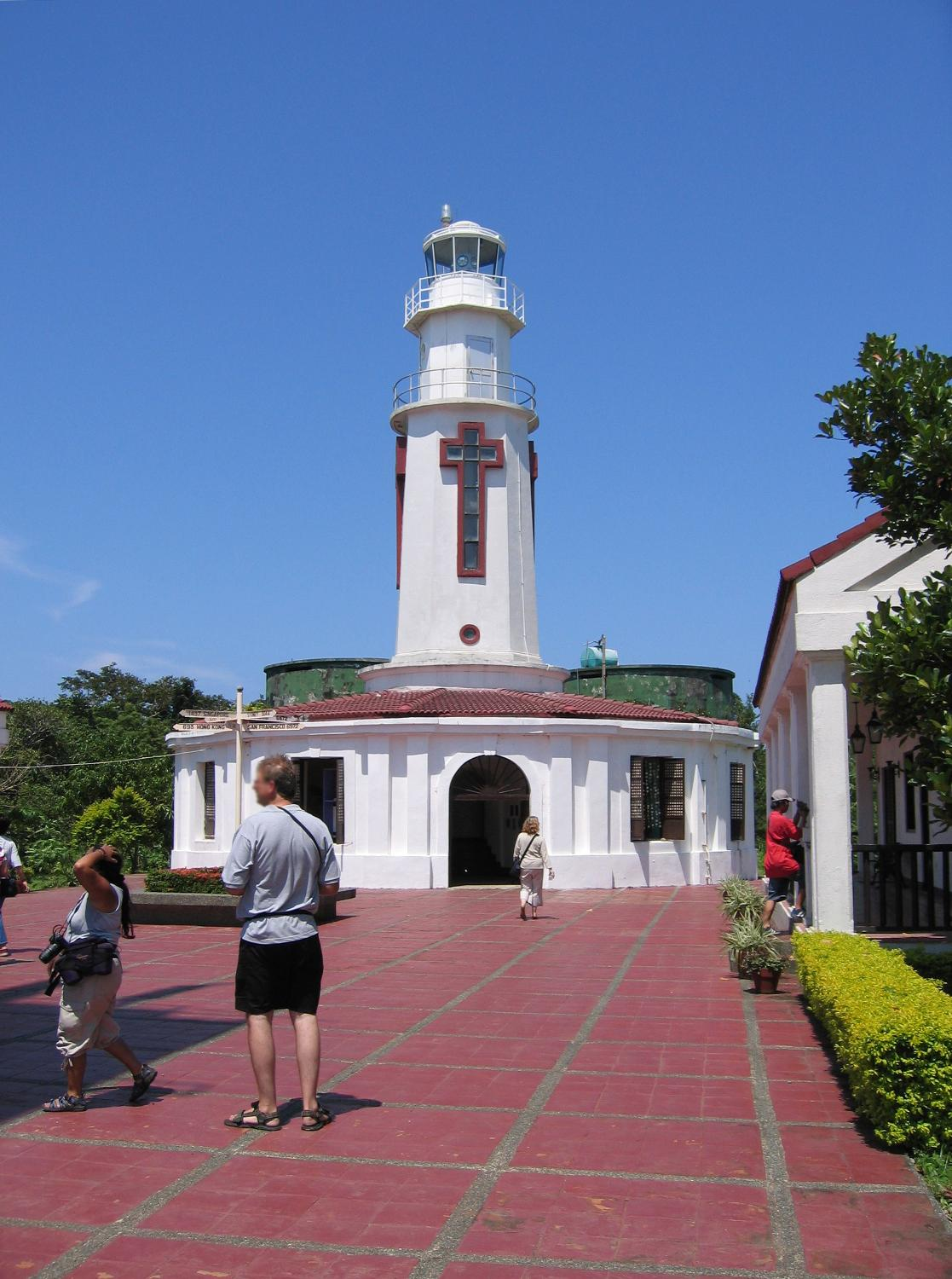
Farol da Ilha Corregidor, década de 1950
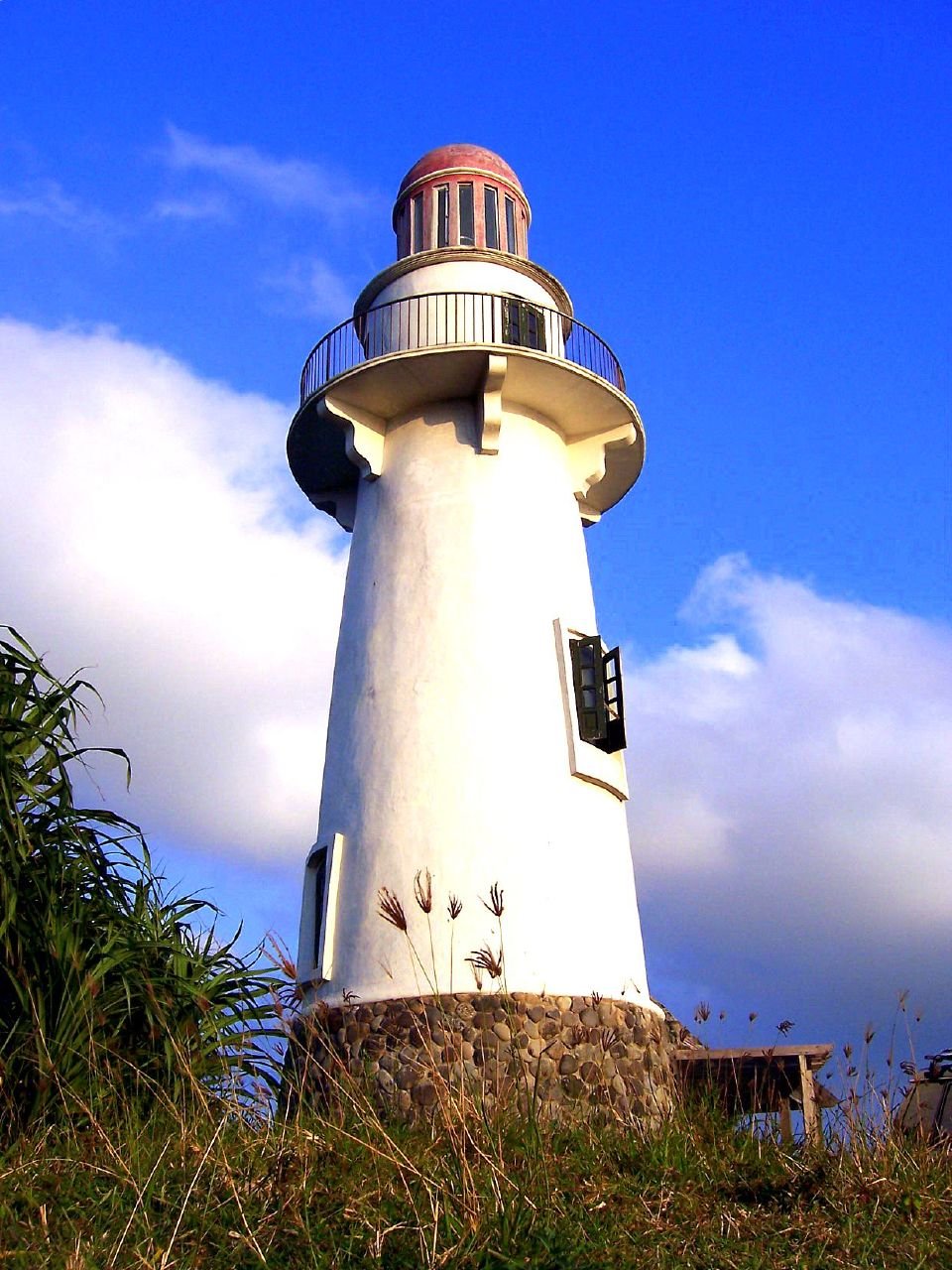
Farol Basco, 2003